# كائنات غير مسببة للأمراض

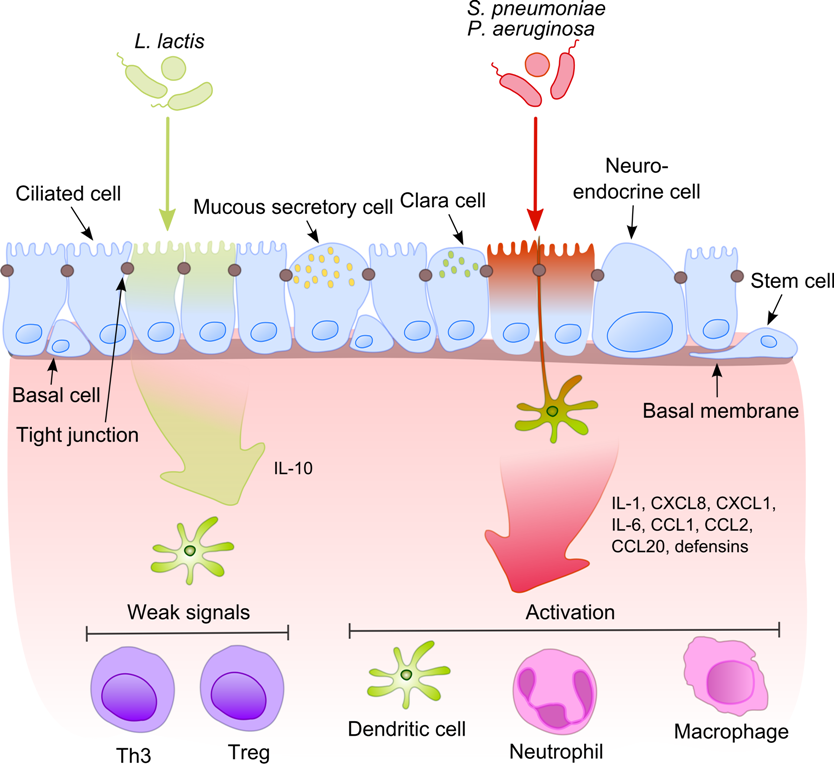

الكائنات غير المسببة للأمراض هي تلك التي لا تسبب المرض، أو الأذى أو الموت إلى كائن حي آخر، وعادة ما يستخدم لوصف البكتيريا. ويصف إحدي خواص البكتيريا وهي قدرتها على إحداث المرض، فمعظم البكتريا هي غير مسببة للأمراض. يمكن أن تستخدم لوصف البكتيريا غير المسببة للأمراض الموجودة بشكل طبيعي على سطح الفقاريات واللافقاريات. وتوجد بعض هذه الكائنات الحية الدقيقة غير المسببة للأمراض في علاقة تكافلية على وداخل جسم الحيوانات وتسمى الجراثيم. وتمتلك بعض هذه الكائنات الدقيقة غير مسببة للأمراض القدرة على إحداث مرض، أو أن تتسبب في حدوث المرض إذا دخلت الجسم حيث تتكاثر وتسبب أعراض العدوي. وعادة ما يكون الأفراد الذين يعانون من نقص المناعة أكثر عرضة بصفة خاصة للبكتيريا من النوع غير الممرض، وذلك بسبب جهازهم المناعي المثبط، فيحدث المرض عندما تستطيع هذه البكتيريا الوصول إلى داخل الجسم.
وقد تم التعرف علي الجينات التي تساعد على حدوث هذه العدوى في فئة قليلة جدا من الناس. وعادة توجد سلالات قولونية غير مسببة للأمراض في الجهاز الهضمي ولديها القدرة على تحفيز الاستجابة المناعية في البشر، على الرغم من الحاجة إلى مزيد من الدراسات لتحديد التطبيقات الطبية لهذا الموضوع.
يمكن أن تكون سلالة معينة من البكتيريا غير مسببة للأمراض في فصيل معين ولكن ممرضة في فصيل آخر. ويمكن أن يكون للفصيل الواحد من البكتيريا العديد من الأنواع مختلفة أو السلالات.
فقد تكون سلالة واحدة من هذه البكتيريا غير ممرضة وسلالة أخرى من نفس البكتيريا ممرضة.